# Antwerp Is Burning
Antwerp Is Burning is een muzikaal evenement in de Belgische stad Antwerpen.
Het was het grootste jongerenevenement in Antwerpen tussen 2000 en 2004, georganiseerd door de broers Manu en Michiel Beers. Het evenement startte in 2000 als een clubconcept waar men met één ticketje in 5 Antwerpse discotheken binnen kon. Eén jaar later werd dit aantal opgedreven tot 7 clubs (Zillion, Liverpool, Fil Collins Club, Zuiderkroon, Club Geluk, Café d'Anvers en Le Beau Zoo). In 2002 werd het evenement eenmalig verkast naar Vorst Nationaal waardoor het tijdelijk de naam Brussels Is Burning kreeg. Echter, in 2003 werd al gauw teruggekeerd naar de Antwerpse roots en na een indoor editie in het Sportpaleis volgde datzelfde jaar ook een outdoor festival op "t Eilandje", dat de schijnwerpers plaatste op alle populaire dance stromingen (trance, house, harddance, techno, drum 'n' bass en R&B). Dit concept werd in 2004 herhaald, wat de teller op een totaal van 7 evenementen bracht. Sindsdien is Antwerp Is Burning overgenomen door het Nederlandse bedrijf ID&T, dat evenementen zoals Sensation en Mysteryland voortbracht. Door het overhevelen van deze beide concepten naar België (de naam Sensation bleef bewaard en Mysteryland werd omgevormd in Tomorrowland), was er sindsdien geen plaats meer voor Antwerp Is Burning.
Ondertussen waren de broers Manu en Michiel Beers de zaakvoerders van "ID&T Belgium" en vond er op 27 september 2008 een nieuwe editie van Antwerp Is Burning plaats in het MuHKA aan de gedempte zuiderdokken met o.a. namen als Sebastian Léger, Airwave, The Thrillseekers en Fred Baker.
Artiesten die de revue zijn gepasseerd zijn bijvoorbeeld DJ Tiësto, Sven Väth, Armin van Buuren, Richie Hawtin.